# Killeen
Killeen és una població dels Estats Units a l'estat de Texas. Segons el cens del 2008 tenia 116.934 habitants.

## Demografia
Segons el cens del 2000, Killeen tenia 86.911 habitants, 32.447 habitatges, i 22.972 famílies. La densitat de població era de 949,3 habitants/km².
Dels 32.447 habitatges en un 42% hi vivien nens de menys de 18 anys, en un 53,9% hi vivien parelles casades, en un 13,4% dones solteres, i en un 29,2% no eren unitats familiars. En el 22,3% dels habitatges hi vivien persones soles el 3,3% de les quals corresponia a persones de 65 anys o més que vivien soles. El nombre mitjà de persones vivint en cada habitatge era de 2,67 i el nombre mitjà de persones que vivien en cada família era de 3,12.
Per edats la població es repartia de la següent manera: un 29,9% tenia menys de 18 anys, un 16% entre 18 i 24, un 35,7% entre 25 i 44, un 13,6% de 45 a 60 i un 4,9% 65 anys o més.
L'edat mediana era de 27 anys. Per cada 100 dones de 18 o més anys hi havia 100,1 homes.
La renda mediana per habitatge era de 34.461$ i la renda mediana per família de 36.674$. Els homes tenien una renda mediana de 26.502$ mentre que les dones 21.799$. La renda per capita de la població era de 15.323$. Aproximadament l'11,2% de les famílies i el 12,9% de la població estaven per davall del llindar de pobresa.

## Poblacions properes
El següent diagrama mostra les poblacions més properes.